# 卢伊兹·罗沙州长市
卢伊兹·罗沙州长市是巴西马拉尼昂州的一个市镇。总面积372.991平方公里，总人口6819人，人口密度18.3人/平方公里。